# Франкистка Испания
Франкистка Испания (на испански: España franquista) е периодът от испанската история между 1939 и 1975 г., когато Франсиско Франко управлява Испания след Гражданската война с титлата Каудильо. След смъртта му през 1975 г. Испания преминава към демокрация. През този период Испания е официално известна като Испанска държава (Estado Español).
Характерът на режима еволюира и се променя по време на неговото съществуване. Месеци след началото на Испанската гражданска война през юли 1936 г., Франко се очертава като доминиращ бунтовнически военен лидер и е провъзгласен за държавен глава на 1 октомври 1936 г., установявайки диктатура върху територията, контролирана от националистическата фракция. Декретът за обединение от 1937 г., който обединява всички партии, подкрепящи бунтовническата страна води до превръщането на националистическа Испания в еднопартиен режим на Испанската фаланга. Краят на войната през 1939 г. довежда до управление на Франко над цялата страна и изгнание за републиканските институции. Франкистката диктатура първоначално приема форма, описана като „фашизирана диктатура“ или „полуфашистки режим“, показвайки ясно влияние на фашизма в области като трудовите отношения, автаркичната икономическа политика, естетиката и еднопартийна система. С течение на времето режимът се отваря и се доближава до диктатурите на развитието, въпреки че винаги запазва остатъчни фашистки елементи.
По време на Втората световна война опустошената от войната и гладуваща Испания не се присъединява към силите на Оста (нейните поддръжници от гражданската война, Фашистка Италия и Нацистка Германия), но ги подкрепя по различни начини през по-голямата част от войната, като запазва неутралитета си като официална политика на "невойнственост". Поради това Испания е изолирана от много други страни почти десетилетие след Втората световна война, докато нейната автарктична икономика, която все още се опитва да се възстанови от гражданската война, страда от хронична депресия. Законът за наследството от 1947 г. прави Испания де юре отново кралство, но определя Франко като пожизнен държавен глава с правомощието да избира кой да стане крал на Испания и негов наследник.
През 50-те години на миналия век са проведени реформи и Испания отхвърля автаркията, пренасочвайки икономическата власт от фалангисткото движение, което е склонно към изолационизъм на нова порода икономисти, технократите от Опус Дей. Това води до огромен икономически растеж, втори след Япония, който продължава до средата на 70-те години, известен като „испанското чудо“. През 50-те години режимът също се променя от открито тоталитарен и използващ тежки репресии към авторитарна система с ограничен плурализъм. В резултат на тези реформи на Испания е позволено да се присъедини към Обединените нации през 1955 г., а по време на Студената война Франко е една от най-известните антикомунистически фигури в Европа: режимът му е подпомаган от западните сили, особено от Съединените щати. Франко умира през 1975 г. на 82-годишна възраст. Той възстановява монархията преди смъртта си и прави свой наследник крал Хуан Карлос I, който ръководи испанския преход към демокрация.

## Установяване
На 1 октомври 1936 г. Франко е официално признат за каудильо на Испания (испанският еквивалент на италианското дуче и германския фюрер) от Хунта за национална отбрана, която управлява териториите, окупирани от националистите. През април 1937 г. Франко поема контрола над Испанската фаланга, тогава водена от Мануел Хедила, който наследява Хосе Антонио Примо де Ривера, екзекутиран през ноември 1936 г. от републиканското правителство. Той ги обединява с Carlist Comunion Tradicionalista, за да формира новата фаланга. Единствената законна партия на Франкистка Испания, тя е основният компонент на Movimiento Nacional (Национално движение). Фалангистите са съсредоточени в местното правителство и на най-ниско ниво, натоварени с овладяването на импулса на Гражданската война за масова мобилизация през техните помощници и профсъюзи чрез събиране на доноси на жители и набиране на работници в профсъюзите. Въпреки че има видни фалангисти на висше правителствено ниво, особено преди края на 1940 г. се намират по-високи концентрации на монархисти, военни служители и други традиционни консервативни фракции на тези нива. Въпреки това, Фалангата остава единствената партия.
Франкистите поемат контрола над Испания чрез всеобхватна и методична война на изтощение, която включва затвор и екзекуции на испанци, заподозрени в подкрепа на ценностите, насърчавани от републиката: регионална автономия, либерална или социална демокрация, свободни избори, социалистически наклонности и права на жените, включително правото на глас. Десните смятат, че тези „вражески елементи“ съставляват „анти-Испания“, която е продукт на болшевиките и „юдео-масонски заговор“. Последното твърдение датира от преди фалангизма, след като еволюира след Реконкистата на Иберийския полуостров от ислямските маври. Основателят на фалангистите, Хосе Антонио Примо де Ривера има по-толерантна позиция от националсоциалистите в Германия, тъй като малкият размер на еврейската общност в Испания по това време не благоприятства развитието на силен антисемитизъм. Примо де Ривера вижда решението на "еврейския проблем" в Испания като просто: обръщането на евреите към католицизма. В края на Гражданската война в Испания, според собствените данни на режима, повече от 270 000 мъже и жени са държани в затвори, а около 500 000 са избягали от страната. Голям брой от заловените са върнати в Испания или интернирани в нацистки концентрационни лагери като врагове без гражданство. Между шест и седем хиляди изгнаници от Испания умират в Маутхаузен. Изчислено е, че повече от 200 000 испанци са загинали през първите години на диктатурата от 1940 до 1942 г. в резултат на политическо преследване, глад и болести, свързани с конфликта.
Силните връзки на Испания с Оста довеждат до нейния международен остракизъм в първите години след Втората световна война, тъй като Испания не е член-учредител на Обединените нации и не става член до 1955 г. Това се променя със Студената война, която скоро последва края на военните действия през 1945 г., пред лицето на което силният антикомунизъм на Франко естествено накланя неговия режим към съюзяване със Съединените щати. Независимите политически партии и профсъюзите са забранени през целия период на диктатурата. Независимо от това, след като в края на 50-те години са издадени укази за икономическа стабилизация, е отворен пътят за масивни чуждестранни инвестиции – „вододел в следвоенната икономическа, социална и идеологическа нормализация, водеща до изключително бърз икономически растеж“, което бележи „участието на Испания“ в общоевропейската следвоенна икономическа нормалност, съсредоточена върху масовото потребление и консенсуса за разлика от едновременната реалност на съветския блок“.
На 26 юли 1947 г. Испания е обявена за кралство, но не е определен монарх, докато през 1969 г. Франко не посочва Хуан Карлос за свой официален наследник. Франко трябва да бъде наследен от Луис Кареро Бланко като министър-председател с намерението да продължи франкисткия режим, но тези надежди приключват с убийството му през 1973 г. от баската сепаратистка група ЕТА. Със смъртта на Франко на 20 ноември 1975 г. Хуан Карлос става крал на Испания. Той инициира последващия преход на страната към демокрация, завършвайки с превръщането на Испания в конституционна монархия с избран парламент и автономни делегирани правителства.

## Правителство
След победата на Франко през 1939 г. Фалангата е обявена за единствената законна политическа партия в Испания и се утвърждава като основен компонент на Националното движение. В положение, подобно на извънредно положение, Франко управлява с на хартия, повече власт от всеки испански лидер преди или след това. От него дори не се изисква да се консултира с кабинета си за повечето закони. Според историка Стенли Пейн Франко има повече ежедневна власт, отколкото Адолф Хитлер или Йосиф Сталин са притежавали на съответните върхове на властта си. Пейн отбелязва, че Хитлер и Сталин най-малкото са поддържали парламенти, които са подписани, докато Франко се отказва дори от тази формалност в първите години на своето управление. Според Пейн, липсата дори на парламент с твърд печат прави правителството на Франко „най-чисто произволното в света“. 100-членният Национален съвет на движението служи като импровизиран законодателен орган до приемането на органичния закон.
Органичният закон прави изпълнителното правителство отговорно за приемането на всички закони, като същевременно определя Кортесите като чисто консултативен орган, избран нито чрез пряко, нито чрез всеобщо гласуване. Кортесите (парламента) нямат власт върху държавните разходи и правителството не е отговорно, министрите се назначават и освобождават единствено от Франко като „шеф“ на държавата и правителството. Ley del Referendum Nacional (Законът за националния референдум), приет през 1945 г. одобрява всички „основни закони“ да бъдат одобрени от народен референдум, в който могат да гласуват само главите на семействата. Местните общински съвети се назначават по подобен начин от главите на семейства и местни корпорации чрез местни общински избори, докато кметовете се назначават от правителството. По този начин Испания е една от най-централизираните страни в Европа и със сигурност най-централизираната в Западна Европа след падането на португалския режим в Революцията на карамфилите.
Законът за референдума е използван два пъти по време на управлението на Франко – през 1947 г., когато референдум възражда испанската монархия с Франко като де факто пожизнен регент с единственото право да назначава своя приемник; а през 1966 г. се провежда още един референдум за одобряване на нов „органичен закон“ или конституция, за който се предполага, че ограничава и ясно определя правомощията на Франко, както и формално създава съвременната служба на министър-председателя на Испания. Като отлага въпроса за републиката срещу монархията за своята 36-годишна диктатура и като отказва сам да поеме трона през 1947 г., Франко се опитва да демонизира монархическите карлисти (които предпочитат възстановяването на Бурбоните), както и републиканските „стари ризи“ (оригинални фалангисти). Франко пренебрегва претенциите за трона на Хуан, граф на Барселона, син на последния крал Алфонсо XIII, който се определя за наследник; Франко го намира за твърде либерален. През 1961 г. Франко предлага на Ото фон Хабсбург трона, но получава отказ и в крайна сметка следва препоръката на Ото, като избира през 1969 г. младия Хуан Карлос за свой официално определен наследник на трона, малко след 30-ия му рожден ден (минималната възраст, изисквана съгласно Закона за наследството).
През 1973 г. поради напреднала възраст и за да облекчи тежестта си в управлението на Испания, Франко подава оставка като министър-председател и назначава адмирал Луис Кареро Бланко на споменатия пост, но той остава като държавен глава, главнокомандващ на въоръжените сили Сили и ръководител на движението. Кареро Бланко е убит през същата година и Карлос Ариас Наваро става новият министър-председател на страната.

## Въоръжени сили
През първата мирна година, Франко драстично намалява размера на испанската армия от почти един милион в края на Гражданската война до 250 000 в началото на 1940 г., като повечето войници са наборници. Загрижеността за международната ситуация, възможното влизане на Испания във Втората световна война и заплахите от нахлуване го карат да отмени някои от тези редукции. През ноември 1942 г., когато съюзническите десанти в Северна Африка и германската окупация на Франция приближават военните действия по-близо от всякога до границата на Испания, Франко нарежда частична мобилизация, като армията нараства до над 750 000 души. Военновъздушните сили и флотът също нарастват по численост и по бюджети до 35 000 летци и 25 000 моряци до 1945 г., въпреки че по фискални причини Франко трябва да възпре опитите за значително нарастване. Армията поддържа сила от около 400 000 души до края на Втората световна война.

## Колониална империя и деколонизация
Испания се опитва да запази контрола върху последните територии от своята колониална империя по време на управлението на Франко. По време на Алжирската война (1954–1962) Мадрид става база на организацията Armee secrete, дясната група на френската армия, която се стреми да запази Френски Алжир. Въпреки това, Франко е принуден да направи някои отстъпки. Когато френският протекторат в Мароко става независим през 1956 г., Испания предава своя протекторат в Мароко на Мохамед V, запазвайки само няколко ексклави. Година по-късно Мохамед V нахлува в Испанска Сахара по време на войната Ифни (известна като „Забравената война“ в Испания). Едва през 1975 г. със Зеления марш и военната окупация, Мароко поема контрола над всички бивши испански територии в Сахара.
През 1968 г. под натиска на ООН, Франко дава независимост на испанската колония Екваториална Гвинея и на следващата година отстъпва ексклава Ифни на Мароко. Под управлението на Франко Испания също провежда кампания за придобиване на суверенитет над британската отвъдморска територия Гибралтар и затваря границата си през 1969 г. Границата не е напълно отворена до 1985 г.

## Франкизъм
Първоначално режимът приема определението за „тоталитарна държава“ или етикета „национал-синдикализъм“. След поражението на фашизма през Втората световна война, „органичната демокрация“ е новото прозвище, което режимът приема за себе си, но звучи достоверно само за непоколебими вярващи. Други по-късни меки дефиниции включват „авторитарен режим“ или „конститутивна диктатура или диктатура на развитието“, като последната има вътрешна подкрепа от режима. Франкисткият режим е описан от други учени като "Fascismo a la espanola" ("фашизъм в испански стил") или като специфичен вариант на фашизма, белязан от преобладаването на католическата църква, въоръжените сили и традиционализма.
Докато режимът се развива заедно с продължителната си история, примитивната му същност остава, подкрепена от законовата концентрация на всички правомощия в едно лице – Франсиско Франко, „Каудильо на Испания по Божията милост“, олицетворяващ националния суверенитет и „само отговорен пред Бога и историята“.
Последователните точки във франкизма включват преди всичко авторитаризъм, антикомунизъм, испански национализъм, национален католицизъм, монархизъм, милитаризъм, национален консерватизъм, антимасонство, антикаталанизъм, пан-испанизъм и антилиберализъм - някои автори също включват интегрализъм. Стенли Пейн, учен на Испания отбелязва, че „едва ли някой от сериозните историци и анализатори на Франко смята генералисимуса за основен фашист“. Според историка Валтер Лакьор „по време на Гражданската война испанските фашисти са принудени да подчинят дейността си на националистическата кауза. Начело са военни лидери като генерал Франсиско Франко, които са консерватори във всички основни аспекти. Когато гражданската война приключва, Франко е толкова дълбоко вкоренен, че фалангата няма никакъв шанс, в този силно авторитарен режим няма място за политическа опозиция. Фалангата става партньор в правителството и като такъв трябва да поеме отговорност за политиката на режима, без да бъде в състояние да го оформи съществено“. Съветът за сигурност на ООН гласува през 1946 г. да откаже признаването на режима на Франко, докато не се създаде по-представително правителство.

### Развитие
Испанска фаланга, фашистка партия, създадена по време на Републиката, скоро се трансформира в референтната рамка на Националното движение. През април 1937 г. Falange Espanola Tradicionalista y de las Juntas de Ofensiva Nacional Sindicalista (Традиционалистическа испанска фаланга и на Съветите на националната синдикалистка офанзива) е създадена от поглъщането на Comunion Tradicionalista (Традиционалистка общност) от Falange Espanola de las Juntas de Ofensiva Nacional Sindicalista, която сама по себе си е резултат от по-ранно поглъщане на Juntas de Ofensiva Nacional-Sindicalista от Falange Espanola на Хосе Антонио Примо де Ривера. Тази партия, често наричана Фаланга, става единствената законна партия по време на режима на Франко, но терминът "партия" обикновено се избягва, особено след Втората световна война, когато обикновено се нарича "Национално движение" или просто "движението".

### Фашизъм и авторитаризъм
Основната гледна точка на тези учени, които са склонни да смятат испанската държава за авторитарна, а не за фашистка е, че Фалангата е относително хетерогенна, а не идеологически монолит. След Втората световна война Фалангата се противопоставя на свободните капиталови пазари, но в крайна сметка преобладаващите технократи, някои от тях свързани с Опус Дей, избягват синдикалистката икономика и предпочитат повишената конкуренция като средство за постигане на бърз икономически растеж и интеграция с по-широка Европа.
Испанската държава е авторитарна: неправителствените профсъюзи и всички политически опоненти от целия политически спектър са или потиснати, или контролирани с всички средства, включително полицейски репресии. Повечето провинциални градове и селски райони са патрулирани от двойки на Гражданската гвардия, военна полиция за цивилни, която функционира като основно средство за социален контрол. По-големите градове и столици са предимно под тежко въоръжената полицейска армада. Франко е и център на култ към личността, който учи, че той е изпратен от Божественото провидение, за да спаси страната от хаос и бедност.
Членовете на потиснатите варират от католически профсъюзи през комунистически и анархистки организации до либерални демократи и каталонски или баски сепаратисти. Профсъюзите Национална конфедерация на труда (CNT) и Общ съюз на трудещите се (UGT) са забранени и заменени през 1940 г. от корпоративния Sindicato Vertical. Испанската социалистическа работническа партия (PSOE) и партията Esquerra Republicana de Catalunya (ERC) са забранени през 1939 г., докато Комунистическата партия на Испания (PCE) преминава в нелегалност. Студентите, търсещи демокрация се разбунтуват в края на 60-те и началото на 70-те години, което е потиснато от армадата. Баската националистическа партия (PNV) е в изгнание и през 1959 г. въоръжената сепаратистка група ЕТА е създадена, за да води война с ниска интензивност срещу Франко. Подобно на други по това време, Франко проявява загриженост за възможен масонски и юдейски заговор срещу неговия режим.

### Испански национализъм
Испанският национализъм на Франко насърчава кастилско-центрична унитарна национална идентичност чрез потискане на културното многообразие на Испания. Бикоборството и фламенкото са популяризирани като национални традиции, докато онези традиции, които не се считат за испански са потиснати. Възгледът на Франко за испанската традиция е донякъде изкуствен и произволен: докато някои регионални традиции биват потиснати, фламенкото, андалуска, а не кастилска традиция се смята за част от по-голяма национална идентичност. Всички културни дейности са подложени на цензура и много от тях са напълно забранени, често по хаотичен начин. Тази културна политика се отпуска с времето, най-вече в края на 60-те и началото на 70-те години.
Франко не желае да въведе каквато и да е форма на административна и законодателна децентрализация и запази напълно централизирана форма на управление с административна структура, подобна на тази, установена от Камарата на Бурбоните и генерал Мигел Примо де Ривера. Тези структури са моделирани по модел на централизираната френска държава. В резултат на този тип управление вниманието и инициативите на правителството са нередовни и често зависят повече от добрата воля на представителите на правителството, отколкото от регионалните нужди. По този начин неравенствата в образованието, здравеопазването или транспортните съоръжения между регионите са явни: исторически богати региони като Мадрид, Каталония или Страната на баските се справят много по-добре от други като Естремадура, Галисия или Андалусия.
Франко премахва автономията, предоставена от Втората испанска република на регионите и вековните фискални привилегии и автономия (fueros) в две от трите баски провинции: Гипускоа и Бискай, които са официално класифицирани като „предателски региони“. Fueros се съхраняват в третата баска провинция Алава, а също и в Навара, бивше кралство през Средновековието и люлката на карлистите, вероятно поради подкрепата на региона по време на Гражданската война.
Франко също използва езиковата политика в опит да установи национална хомогенност. Въпреки че самият Франко е галисиец, правителството отменя официалния статут и признаването на баския, галисийския и каталонския език, които републиката им предоставя за първи път в историята на Испания. Възобновена е предишната политика за насърчаване на испанския като единствен официален език на държавата и образованието, въпреки че милиони граждани на страната говорят други езици. Законното използване на езици, различни от испански е забранено: всички правителствени, нотариални, юридически и търговски документи трябва да бъдат съставени изключително на испански и всички написани на други езици се считат за невалидни. Използването на всеки друг език е забранено в училищата, рекламите, религиозните церемонии и табелите по пътищата и магазините. Публикациите на други езици също са забранени, въпреки че гражданите продължават да ги използват частно. В края на 60-те години тези политики стават по-снизходителни, но некастилските езици продължават да бъдат обезсърчавани и не получават официален статут или правно признание. Освен това, популяризирането на задължителната национална образователна система и развитието на модерни средства за масово осведомяване, както контролирани от държавата, така и изключително на испански, намалят компетентността на говорещите баски, каталонски и галисийски.

### Римокатолицизъм
Режимът на Франко често използва религията като средство за увеличаване на популярността си в целия католически свят, особено след Втората световна война. Самият Франко все повече се изобразява като пламенен католик и твърд защитник на римокатолицизма, обявената за държавна религия. Режимът предпочита много консервативния римокатолицизъм и обръща процеса на секуларизъм, който се провежда при републиката.
Законът за политическата отговорност от февруари 1939 г. превръща Църквата в извънзаконен орган за разследване, тъй като на енориите са предоставени полицейски правомощия, равни на тези на служителите на местното правителство и лидерите на Фалангата. Някои официални работни места изискват декларация за „добро поведение“ от свещеник. Според историка Хулиан Казанова „докладите, които са останали, разкриват духовенство, което е огорчено поради жестокия антиклерикализъм и неприемливото ниво на секуларизация, което испанското общество е достигнало по време на републиканските години“, а законът от 1939 г. кара свещениците да бъдат разследвани на идеологическото и политическото минало на народите.
Властите насърчават доносите на работното място. Например кметството на Барселона задължава всички правителствени служители да „съобщят на съответните власти кои са левичарите във вашия отдел и всичко, което знаете за тяхната дейност“. Закон, приет през 1939 г. институционализира прочистването на държавните служби. Поетът Карлос Барал записва, че в семейството му "всякакви намеци за републикански роднини са били стриктно избягвани; всички са участвали в ентусиазма за новата ера и са се увили в гънките на религиозността". Само чрез мълчание хората, свързани с Републиката могат да бъдат относително защитени от затвор или безработица. След смъртта на Франко цената на мирния преход към демокрация е мълчанието и „мълчаливото съгласие да се забрави миналото“, на което е даден правен статут от Пакта на забравата от 1977 г.
Гражданските бракове, сключени в републиката се обявяват за недействителни, освен ако не са утвърдени от църквата, заедно с разводите. Разводът, контрацепцията и абортите са забранени. Децата трябва да получат християнски имена. Франко е обявен за член на Върховния орден на Христос от папа Пий XII, докато самата Испания е посветена на Свещеното сърце.
Връзките на католическата църква с диктатурата на Франко ? дават контрол над училищата в страната и разпятията отново са поставени в училищните стаи. След войната Франко избира Хосе Ибанес Мартин, член на Националната католическа асоциация на пропагандистите да ръководи Министерството на образованието. Той заема поста в продължение на 12 години, през които завършва задачата за прочистване на министерството, започната от Комисията по култура и преподаване, ръководена от Хосе Мария Пеман. Пеман ръководи работата по католизиране на спонсорираните от държавата училища и отпуска щедро финансиране на училищата на Църквата. Ромуалдо де Толедо, ръководител на Националната служба за начално образование е традиционалист, който описва моделното училище като "манастира, основан от Свети Бенедикт". Духовенството, отговарящо за образователната система, санкционира и уволнява хиляди учители от прогресивната левица и разделя училищата в Испания между семействата на фалангисти, лоялни войници и католически семейства. В някои провинции, като Луго, практически всички учители са уволнени.
Осиротелите деца на "Червените" са обучавани в сиропиталища, управлявани от свещеници и монахини, които твърдят, че "родителите им са извършили големи грехове, които те могат да помогнат да изкупят, за които мнозина са били подтикнати да служат на Църквата".
Франкизмът изповядва силна привързаност към милитаризма, свръхмъжествеността и традиционната роля на жените в обществото. Жената трябваше да бъде любяща към родителите и братята си, вярна към съпруга си и да живее със семейството си. Официалната пропаганда ограничава ролите на жените до грижата за семейството и майчинството. Повечето прогресивни закони, приети от Втората република са обявени за невалидни. През 60-те и 70-те години има нарастваща либерализация, но подобни мерки продължават до смъртта на Франко.
През 1947 г. Франко провъзгласява Испания за монархия чрез акта Ley de Sucesion en la Jefatura del Estado, но не назначава монарх. Той няма особено желание за крал поради обтегнатите си отношения с легитимния наследник на короната Хуан. Следователно той оставя трона празен със себе си като регент и поставя основата за своето наследство. Този жест до голяма степен е направен, за да успокои монархическите фракции в Движението. По същото време Франко носи униформа на капитан-генерал (ранг, традиционно запазен за краля), живее в кралския дворец Ел Пардо, присвоява си кралската привилегия да ходи под балдахин и ликът му се появява на повечето испански монети. Въпреки че официалните му титли са Jefe del Estado (държавен глава) и Generalisimo de los Ejercitos Espanoles (генералисимус на испанските армии), той е наричан Каудильо на Испания по Божията милост. Por la Gracia de Dios е техническа, юридическа формулировка, която посочва суверенното достойнство в абсолютните монархии и е използвана само от монарсите преди.

### Права на жените
Жените за първи път получават право на глас в Испания по време на Втората република. Съгласно новата конституция те притежават пълен правен статут и равен достъп до пазара на труда, абортите са легализирани и престъплението прелюбодеяние е премахнато.
Възприемането от режима на Франко на националния католицизъм като част от идеологическата му идентичност означава, че католическата църква, която традиционно подкрепя социалното подчинение на жените има превъзходство във всички аспекти на обществения и личния живот в Испания. Католическата църква има централна роля в поддържането на традиционната роля на семейството и мястото на жената в него. Гражданският брак също е въведен в страната по време на Републиката, така че Църквата незабавно иска от новия режим на Франко да възстанови контрола си върху семейните и брачните закони. Всички испански жени са задължени от държавата да служат в продължение на шест месеца в Женската секция, женският клон на държавната партия Фаланга за да преминат обучение за майчинство заедно с политическо индоктриниране.
Франкизмът изповядва преданост към традиционната роля на жената в обществото, тоест да бъде любяща дъщеря и сестра на родителите и братята си, да бъде вярна съпруга и да живее със семейството си. Официалната пропаганда ограничава ролята на жената до грижата за семейството и майчинството. Веднага след гражданската война най-прогресивните закони приети от Републиката, насочени към равенството между половете са анулирани. Жените не може да стават съдии или да свидетелстват в съдебен процес. Техните дела и икономически живот трябва да се управляват от техните бащи и съпрузи. До 70-те години на миналия век една жена не може да открие банкова сметка без да е подписана от нейния баща или съпруг. През 60-те и 70-те години тези ограничения са донякъде облекчени.

### Франкистко влияние в Чили
Франкизмът има влияние и в Чили, където очевидно вдъхновява ерата на военната диктатура (1973–1990), особено в ранния ѝ период преди 1980 г. Историкът традиционалист Хайме Ейсагире е почитател на Франкистка Испания. Адвокатът Хайме Гусман помага за създаването на повлияното от франкистите Гилдистко движение в Папския католически университет в Чили през 1960 г. Това се тълкува като реакция, вдъхновена от франкисткия корпоративизъм срещу елементи от реформата на чилийския университет. Движението бързо печели дълготрайно влияние в католическите университети в Чили. Гилдистите, представящи се като безпартийни са силно критични към възприеманите пагубни идеологически влияния в Църквата, корпорациите (напр. профсъюзи) и Християндемократическата партия.
Още в първите дни след чилийския преврат от 1973 г., Гусман става съветник и автор на речи на диктатора Аугусто Пиночет. Докато пише Конституцията на Чили от 1980 г., Хайме Гусман изучава институционализирането на франкизма в Испания с цел предотвратяване на нежелани реформи в бъдеще, както се случва в Испания с пост-франко конституцията от 1977 г. Хосемария Ескрива, основателят на Опус Дей, посещава Чили през 1974 г. след което Опус Дей започва да се разпространява в страната. Опус Дей помага за създаването на Университета на Андите през 1989 г. Както Университетът на Андите, така и политическата партия Независим демократичен съюз, основана през 1983 г. от Гусман, имат франкистко наследство. През 70-те години диктатурата на Пиночет организира ритуализирани действия, напомнящи за Франкистка Испания, по-специално Acto de Chacarillas. След 1980 г. франкисткото влияние отстъпва място на икономическия либерализъм. Дори Гусман, някога явно повлиян от франкисткия корпоративизъм възприема икономическия либерализъм от Чикагските момчета и писания като „Духът на демократичния капитализъм“.
През 1975 г. Пиночет и съпругата му Лусия Ириарт присъстват на погребението на Франсиско Франко. Когато Пиночет умира през 2006 г., привържениците на покойния Франко отдават почит в Испания. Антонио Техеро, който ръководи неуспешния опит за преврат от 1981 г., присъства на възпоменателна служба в Мадрид.

## Разкази за гражданската война
Близо двадесет години след войната, Франкистка Испания представя конфликта като кръстоносен поход срещу болшевизма в защита на християнската цивилизация. Във франкисткия разказ „добрата власт“ е победила „анархията“ и елиминира агитаторите, тези без Бог и „юдео-масонския заговор“. Тъй като Франко разчита на хиляди северноафрикански войници, антиислямските настроения „са омаловажавани, но вековният мит за мавританската заплаха лежи в основата на изграждането на „комунистическата заплаха“ като съвременна източна чума“. Следователно официалната позиция е, че военновременната република е просто един протосталински монолит, чиито лидери възнамеряват да създадат испански съветски сателит. 6 832 католически духовници са убити от републиканците. Колективно те са известни като мъчениците от Испанската гражданска война.

## Медии
Съгласно Закона за печата от 1938 г. всички вестници са поставени под предварителна цензура и принудени да включват всякакви статии, които правителството желае. Главните редактори са избирани от правителството и всички журналисти трябва да бъдат регистрирани. Всички либерални, републикански и леви медии са забранени.
Delegación Nacional de Prensa y Propaganda е създадена като мрежа от правителствени медии, включително ежедневниците „Diario Arriba“ и „Pueblo“. Правителствените информационни агенции „EFE“ и „Pyresa“ са създадени през 1939 г. и 1945 г. Държавното радио „Radio Nacional de España“ има изключителното право да предава новинарски бюлетини, които всички радио и телевизионни оператори са длъжни да излъчват. Televisión Española, правителствената телевизионна мрежа е създадена през 1956 г.
Римокатолическата църква има свои медии, включително вестник „Ya“ и радио мрежата „Cadena COPE“.
Известни независими медии включват хумористичното списание „La Codorniz“.
Законът за печата от 1966 г. премахва предишния режим на цензура и позволява на медиите да избират свои директори, въпреки че критиката все още е престъпление.

## Икономическа политика
Гражданската война унищожава испанската икономика. Инфраструктурата е повредена, работници са убити и ежедневният бизнес е силно затруднен. Повече от десетилетие след победата на Франко икономиката се подобрява твърде малко. Първоначално Франко следва политика на автаркия, прекъсвайки почти цялата международна търговия. Политиката има опустошителни последици и икономиката стагнира. Само търговците на черния пазар могат да се радват на богатство.
През 1940 г. е създаден Синдикатният вертикал. Той е вдъхновен от идеите на Хосе Антонио Примо де Ривера, който смята, че класовата борба ще бъде прекратена чрез групиране на работници и собственици според корпоративните принципи. Това е единственият легален профсъюз и е под контрола на правителството. Други профсъюзи са забранени и силно репресирани заедно с политическите партии извън Фалангата.
Франкистката аграрна колонизация е една от най-амбициозните програми, свързани с аграрната политика на режима, които са отговор на Закона за аграрната реформа на републиката и военновременните колективизации. Донякъде вдъхновена от кратките точки, свързани с аграрната политика на Фалангата, франкистката колонизация подкрепя материализацията на аграрната политика, обещана от фашизма. 
Политиката се провежда от Националния институт за колонизация (INC), създаден през 1939 г. с цел модернизация на селското стопанство чрез създаване на напоявани земи, подобрения в аграрната технология и обучение и настаняване на заселници. Чрез INC разширяването и прилагането на вътрешните закони за колонизация стават приоритет в страната. Наложените политики консолидират привилегиите на земевладелските класи, защитавайки до голяма степен едрите земевладелци от потенциални експроприации. Въпреки че началото му датира от периода на хегемония на фашистките сили в Европа, планът не е изпълнен напълно до 1950 г. От 1940 до 1970 г. са създадени около 300 колонизационни селища.
На ръба на фалита, комбинация от натиск от страна на Съединените щати (включително около 1,5 милиарда долара помощ през 1954–1964 г.), МВФ и технократите от Опус Дей успяват да „убедят“ режима да либерализира икономиката през 1959 г. в размер на малък държавен преврат, който отстранява старата гвардия, отговаряща за икономиката, въпреки съпротивата на Франко. Тази икономическа либерализация обаче не е придружена от политически реформи и потисничеството продължава неотслабващо.
Икономическият растеж се засилва след 1959 г., след като Франко отнема властта от тези идеолози и дава повече власт на либералните технократи. Страната прилага няколко политики за развитие и растежът започва, създавайки "испанското чудо". Едновременно с отсъствието на социални реформи и смяната на икономическата мощ, започва вълна от масова емиграция към европейските страни и в по-малка степен към Южна Америка. Емиграцията помага на режима по два начина: страната се отървава от излишното население и емигрантите снабдяват страната с така необходимите парични преводи.
През 60-те години Испания претърпява още нарастване на богатството. Международни фирми създават свои фабрики в Испания. Испания става втората най-бързо развиваща се икономика в света, заедно с Бразилия и веднага след Япония. Бързото развитие на този период става известно като "испанското чудо". В световен план Испания вече се радва на доста висок материален стандарт на живот с основни, но всеобхватни услуги. Периодът между средата на 1970-те и средата на 1980-те обаче се оказва труден, тъй като в допълнение към петролните шокове, на които Испания е силно изложена, установяването на новия политически ред има приоритет пред модернизирането на икономиката.

## Наследство
В Испания и в чужбина наследството на Франко остава спорно. В Германия ескадрила на името на Вернер Мьолдерс е преименувана, защото като пилот той ръководи ескортиращите части при бомбардировките на Герника. През 2006 г. BBC съобщава, че Мачей Гиертих, евродепутат от дясната Лига на полските семейства е изразил възхищение от авторитета на Франко, който според него е „гарантирал поддържането на традиционните ценности в Европа“.
Испанското мнение се променя. Повечето статуи на Франко и други публични франкистки символи са премахнати, като последната статуя в Мадрид е свалена през 2005 г. Освен това Постоянната комисия на Европейския парламент „твърдо“ осъжда в резолюция, единодушно приета през март 2006 г., „многобройните и сериозни нарушения“ на правата на човека, извършени в Испания при франкисткия режим от 1939 г. до 1975 г. Резолюцията е по инициатива на евродепутата Лео Бринкат и на историка Луис Мария де Пуиг и е първото официално международно осъждане на репресиите, прилагани от режима на Франко. Резолюцията също така призовава да се предостави публичен достъп на историците (професионалисти и аматьори) до различните архиви на франкисткия режим, включително тези на Fundación Francisco Franco, които както и други франкистки архиви остават недостъпни за обществеността от 2006 г. Освен това той настоява испанските власти да създадат подземна изложба в Долината на падналите за да обяснят ужасните условия, в които е построена. Той предлага изграждането на паметници в памет на жертвите на Франко в Мадрид и други важни градове.
В Испания комисия за възстановяване на достойнството на жертвите на режима на Франко и отдаване на почит към тяхната памет (comisión para reparar la dignidad y restituir la memoria de las víctimas del franquismo) е одобрена през лятото на 2004 г. и е ръководена от тогавашния вицепрезидент Мария Тереса Фернандес де ла Вега. Провинциите на баските и Каталония са сред регионите, които оказват най-силна съпротива на Франко в Гражданската война, както и по време на неговия режим.
През 2008 г. Асоциацията за възстановяване на историческата памет инициира систематично търсене на масови гробове на хора, екзекутирани по време на режима на Франко, ход подкрепен след победата на Испанската социалистическа работническа партия на изборите през 2004 г. от правителството на Хосе Луис Родригес Сапатеро. Законът за историческата памет (Ley de Memoria Histórica) е приет през 2007 г. като опит да се наложи официално признаване на престъпленията, извършени срещу цивилни по време на управлението на Франко и да се организира под държавен надзор търсенето на масови гробове.
Започват разследвания на широкомащабни отвличания на деца през годините на Франко. Изгубените деца на франкизма могат да достигнат 300 000.

## Знамена и символи

### Знамена
В края на Гражданската война в Испания и въпреки реорганизацията на армията, няколко секции на армията продължават да използват своите двуцветни знамена, импровизирани през 1936 г., но от 1940 г. започват да се разпространяват нови знамена, чиято основна иновация е добавянето на орел на Йоан Кръстител към щита. Твърди се, че новите гербове са вдъхновени от герба, приет от католическите монарси след превземането на емирство Гранада от маврите, но заменяйки герба на Сицилия с този на Навара и добавяйки Херкулесовите стълбове от двете страни на герба. През 1938 г. колоните са поставени извън крилата. На 26 юли 1945 г. знамената на командира са премахнати с указ, а на 11 октомври е публикувана подробна разпоредба за знамената, която фиксира модела на използваното двуцветно знаме, но по-добре дефинира неговите детайли като набляга на по-голям стил на орела. Моделите установени с този указ остават в сила до 1977 г.
През този период заедно с националното знаме обикновено се излагат още две знамена: знамето на Фалангата (червени, черни и червени вертикални ивици, с ярема и стрелите в центъра на черната ивица) и традиционалисткото знаме (бял фон с кръстът на Бургундия в средата), представляващ Националното движение, което обединява Фалангата и Рекете.
От смъртта на Франко през 1975 г. до 1977 г. националният флаг следва разпоредбите от 1945 г. На 21 януари 1977 г. е одобрен нов регламент, който предвижда орел с по-отворени крила, с реставрираните Херкулесови стълбове, поставени в крилата и лентата с мотото „Una, Grande y Libre“ („Единна, велика и свободна“) се мести над главата на орела от предишната му позиция около врата.
- Национални знамена
- Национално знаме (17 юли 1936 – 29 август 1936)
- Национално знаме (30 август 1936 – 1938)
- Национално знаме (1938 – 1945)
- Национално знаме (1945 – 1977)
- Гражданско знаме (1936 – 1975)

- Партийни знамена
- Знаме на Испанска фаланга
- Знаме на традиционалисткото движение (карлисти)

### Щандарти
От 1940 г. до 1975 г. Франко използва Кралския знак на Кастилия като щандарт на държавния глава.
Като принц на Испания от 1969 до 1975 г., Хуан Карлос използва кралски щандарт, който е почти идентичен с този, приет по-късно, когато той става крал през 1975 г. По-ранният щандарт се различава само с това, че включва кралската корона на престолонаследник, кралската корона има 8 арки, от които 5 се виждат, докато тази на принца има само 4 арки, от които 3 се виждат. Кралският щандарт на Испания се състои от тъмносин квадрат с герб в центъра.
- Щандарт на Франсиско Франко (1940 – 1975)
- Кралски щандарт на Принца на Испания (1969 – 1975)

### Герб
През 1938 г. Франко приема вариант на герба, възстановяващ някои елементи, използвани първоначално от Династия Трастамара, като орелът на Йоан Кръстител и игото и стрелите. Ръцете са увенчани с отворена кралска корона, поставена върху изобразен орел самур, заобиколен от колоните на Херкулес, игото и снопа стрели на католическите монарси".
- Държавни гербове
- Герб (1936 – 1938)
- Герб (1938 – 1945)
- Опростена версия на герба за насърчаване на бюрократични цели. Използван е върху марки, лотарийни билети, документи за самоличност и сгради. Популярното му име е „герб на орела“ (1938 – 1945).
- Герб (1945 – 1977)

- Лични гербове
- Герб на Франсиско Франко (1940 – 1975)
- Герб на принца на Испания (1969 – 1975)